# 金活蘭
金活蘭（韓語：김활란，1899年1月18日—1970年2月10日），字己得，號又月，日本名為天城活蘭。韓國女性運動家、政治人物及教育家。